# اچ‌ام‌اس سی۲۸
اچ‌ام‌اس سی۲۸ (به انگلیسی: HMS C28) یک زیردریایی بود که طول آن ۱۴۳ فوت ۲ اینچ (۴۳٫۶۴ متر) بود. این زیردریایی در سال ۱۹۰۹ ساخته شد.